# ゲンダーキンゲン
ゲンダーキンゲン (ドイツ語: Genderkingen) はドイツ連邦共和国バイエルン州シュヴァーベン行政管区のドナウ＝リース郡に属す町村（以下、本項では便宜上「町」と記述する）で、ライン行政共同体を構成する自治体の一つである。

## 地理
この町はアウクスブルクの北37.6kmに位置し、レヒ川がドナウ川に注ぐ合流点に近い。
近隣の市町村には以下のものがある: ドナウヴェルト、ライン、ノイブルク・アン・デア・ドナウ、アスバッハ＝ボイメンハイム、メルティンゲン、ヴェムディンク、オーベルンドルフ・アム・レヒ。

### 自治体の構成
この町は、公式には9つの地区 (Ort) からなる。このうち小集落や孤立農場などを除く集落は首邑のゲンダーキンゲンのみである。

## 歴史
この町の建設は、おそらく5世紀から7世紀の間に行われた。建設された村はやがてアルトバイエルン（古バイエルン）の国境の町へと急速に発展していった。
1478年4月29日にこの町はシトー会のカイスハイム修道院領となった。
1803年、帝国修道院の世俗化に伴い、この町はバイエルン選帝侯領、後のバイエルン王国領に編入された。
第二次世界大戦末期、1945年4月25日にアメリカ軍がこの町に侵攻した。

## 行政
町長はレオンハルト・シュヴァープ (Freie Bürger) である。
町議会は13議席からなる。

### 紋章
銀地と青地に左右二分割。向かって左は斜め十字に配された2本の赤い鍵。向かって右は金の冠を戴く金文字の「K」。

## 経済と社会資本

### 交通
ゲンダーキンゲンは連邦道B16号線沿いにあり、B2号線までも約3kmの距離にある。町内にはドナウタール鉄道の駅と特殊飛行場がある。

## 引用
1. ↑  https://www.statistikdaten.bayern.de/genesis/online?operation=result&code=12411-003r&leerzeilen=false&language=de Genesis-Online-Datenbank des Bayerischen Landesamtes für Statistik Tabelle 12411-003r Fortschreibung des Bevölkerungsstandes: Gemeinden, Stichtag (Einwohnerzahlen auf Grundlage des Zensus 2011)
2. ↑  Bayerische Landesbibliothek Online

- ライン行政共同体の公式ウェブページ